# 旭川学テ事件
旭川学テ事件（あさひかわがくテじけん）とは、1956年から1965年にかけて行われた「全国中学校一斉学力調査」（全国学力テスト）を阻止しようとした反対運動派が公務執行妨害罪などに問われた事件。最高裁判所昭和51年（1976年）5月21日大法廷判決。旭川学力テスト事件とも言う。

## 概要
1956年から1965年にわたり、文部省の指示によって全国の中学2・3年生を対象に実施された全国学力テスト（以下「学テ」）に対し、旭川市立永山中学校において、これに反対する教師（被告人）が学テの実力阻止に及んだ。被告人は公務執行妨害罪などで起訴された。
一審（旭川地方裁判所昭和41年〔1966年〕5月25日判決）、二審（札幌高等裁判所昭和43年〔1968年〕6月26日判決）ともに、建造物侵入罪については有罪としたが、公務執行妨害罪については前記学力調査は違法であるとして無罪とし、共同暴行罪の成立のみを認めた。検察側、被告人側双方が上告。一部上告棄却、一部破棄自判・有罪。

## 裁判の内容

### 判示事項
1. 地方教育行政の組織及び運営に関する法律54条2項と昭和36年度全国中学校一斉学力調査の手続上の適法性
2. 憲法と子どもに対する教育内容の決定権能の帰属
3. 教育行政機関の法令に基づく教育の内容及び方法の規制と教育基本法10条
4. 昭和36年当時の中学校学習指導要領の効力
5. 昭和36年度全国中学生一斉学力調査と教育
6. 教育の地方自治と昭和36年度全国一斉学力調査の適法性

### 裁判要旨
1. 地方教育行政の組織及び運営に関する法律54条2項は、文部大臣に対し、昭和36年度全国中学生一斉学力調査のような調査の実施を教育委員会に要求する権限を与えるものではないが、右規定を根拠とする文部大臣の右学力調査の実施の要求に応じて教育委員会がした実施行為は、そのために手続上違法となるものではない。
2. 憲法上、親は一定範囲においてその子女の教育の自由をもち、また、私学教育の自由及び教師の教授の自由も限られた範囲において認められるが、それ以外の領域においては、国は、子ども自身の利益の擁護のため、又は子どもの成長に対する社会公共の利益と関心にこたえるため、必要かつ相当と認められる範囲において、子どもの教育内容を決定する権能を有する。
3. 教育行政機関が法令に基づき教育の内容及び方法に関して許容される目的のために必要かつ合理的と認められる規制を施すことは、必ずしも教育基本法10条の禁止するところではない。
4. 昭和36年当時の中学校学習指導要領（昭和33年文部省告示第81号）は、全体としてみた場合、中学校における教育課程に関し、教育の機会均等の確保及び全国的な一定水準の維持の目的のために必要かつ合理的と認められる大綱的な遵守基準を設定したものとして、有効である。
5. 昭和三六年度全国中学校一斉学力調査は、教育基本法10条1項にいう教育に対する「不当な支配」として同条に違反するものではない。
6. 文部大臣が地方教育行政の組織及び運営に関する法律五四条二項の規定を根拠として教育委員会に対してした昭和三六年度全国中学校一斉学力調査の実施の要求は、教育の地方自治の原則に違反するが、右要求に応じてした教育委員会の調査実施行為自体は、そのために右原則に違反して違法となるものではない。

以上のことから学テは合憲であると結論付け、被告人に公務執行妨害罪の成立を認め、原判決及び第1審判決を放棄して執行猶予付き有罪判決を自判した。

## 評価
本判決は、国と国民の双方に教育権を認めた点で評価があるが、他方で国の介入を大幅に認めた点については批判も強い（芦部信喜（高橋和之補訂）憲法第四版260頁）。

## 学テの実施中止
- 学テをめぐっては、やはり1961年に反対行動（労働組合員による争議行為）を起こした岩手県教職員組合でも地方公務員法違反、道路交通法違反事件が発生し、本判決と同日に最高裁大法廷で判決が言い渡された（岩教組学テ事件）。こちらは地方公務員の争議権が争点とされた。
- 学テに対してはこの事件をはじめ、全国で反対闘争などが相次いだことから1965年に全員調査を中止した。1966年の旭川地裁判決で学テが違法と認定されたことから、同年を最後に完全に中止された。その後、全員を対象とした学力調査の再開は、2007年の全国学力・学習状況調査まで待たれることとなった。

## 判例評釈
- 内野正幸「教育を受ける権利と教育権──旭川学テ事件」芦部信喜・高橋和之・長谷部恭男編『憲法判例百選II』（有斐閣、2000年）